# Salice Salentino (vino)
Il Salice Salentino è un vino DOC la cui produzione è consentita nelle province di Brindisi e Lecce. Il comune con maggiore estensione di vitigno negramaro è Guagnano.
La vendemmia inizia i primi di settembre.

## Disciplinare
La denominazione di origine controllata “Salice Salentino” è riservata ai seguenti vini che
rispondono alle condizioni e ai requisiti stabiliti nel presente disciplinare di produzione:
Salice Salentino bianco (anche spumante)
Salice Salentino rosato (anche spumante)
Salice Salentino rosso (anche con menzione riserva)
Salice Salentino Negroamaro (anche con menzione riserva)
Salice Salentino Negroamaro rosato (anche spumante)
Salice Salentino Pinot bianco (anche spumante)
Salice Salentino Fiano (anche spumante)
Salice Salentino Chardonnay (anche spumante)
Salice Salentino Aleatico (anche riserva, dolce, liquoroso dolce, liquoroso riserva)
La denominazione di origine controllata "Salice Salentino" rosso e rosato senza alcuna
specificazione di vitigno è riservata ai vini ottenuti dalla vinificazione delle uve provenienti dai
vigneti composti in ambito aziendale dal vitigno Negroamaro per almeno il 75%.
Possono concorrere alla produzione di detti vini, da sole o congiuntamente, anche le uve di altri
vitigni a bacca nera idonei alla coltivazione in Puglia per la zona di produzione omogenea “Salento-
Arco Ionico” iscritti nel Registro Nazionale delle varietà di vite per uve da vino, approvato con
D.M. 7 maggio 2004 e successivi aggiornamenti, riportati nell'allegato 1 del presente disciplinare,
presenti in ambito aziendale, nella misura massima del 25% della superficie iscritta allo schedario
viticolo.
La denominazione di origine controllata “Salice Salentino” Aleatico è riservata ai vini ottenuti
dalla vinificazione delle uve provenienti dai vigneti composti dal vitigno Aleatico per almeno
l'85%.
Possono concorrere alla produzione di detto vino, da sole o congiuntamente, le uve provenienti dai
vitigni Negroamaro, Malvasia nera e Primitivo, presenti in ambito aziendale, fino a un massimo
complessivo del 15%.
La denominazione di origine controllata "Salice Salentino" bianco senza alcuna specificazione di
vitigno è riservata ai vini ottenuti dalla vinificazione delle uve provenienti dai vigneti composti in
ambito aziendale dal vitigno Chardonnay per almeno il 70%.
I vini a denominazione di origine controllata "Salice Salentino" bianco con una delle seguenti specificazioni:
Chardonnay, Fiano, Pinot Bianco
devono essere ottenuti dalla vinificazione delle uve provenienti dai vigneti composti dai
corrispondenti vitigni per almeno il 85%.
Possono concorrere alla produzione di detti vini, da sole o congiuntamente, anche le uve di altri
vitigni a bacca bianca, idonei alla coltivazione in Puglia per la zona di produzione omogenea
“Salento-Arco Ionico” con esclusione del Moscato bianco e Moscatello selvatico b, presenti in
ambito aziendale, fino ad un massimo del 15% della superficie iscritta allo schedario viticolo.
I vini a denominazione di origine controllata "Salice Salentino" rosso e rosato con la seguente specificazione:
Negroamaro o Negro amaro devono essere ottenuti dalla vinificazione delle uve provenienti dai
vigneti composti dal vitigno Negroamaro per almeno il 90%.
Possono concorrere alla produzione di detti vini, da sole o congiuntamente, anche le uve di altri
vitigni a bacca nera idonei alla coltivazione in Puglia per la zona di produzione omogenea “Salento-
Arco Ionico” presenti in ambito aziendale, nella misura massima del 10% della superficie iscritta
allo schedario viticolo.

## Caratteristiche organolettiche
Salice Salentino Rosso
- colore: rosso rubino più o meno intenso.
- odore: vinoso, etereo caratteristico, gradevole e intenso.
- sapore: pieno, asciutto, robusto ma vellutato, caldo, armonico.

## Storia

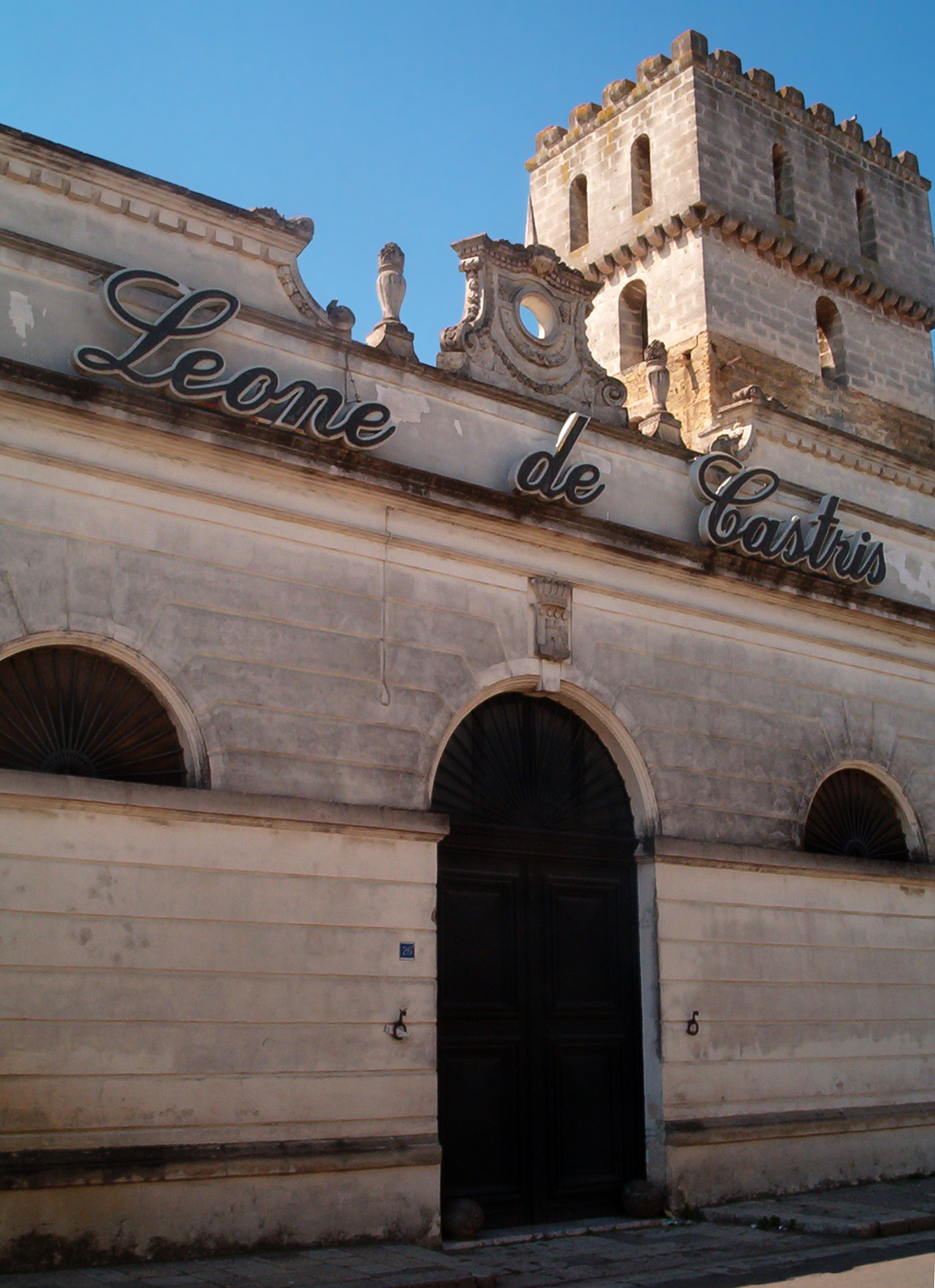
La sede dello stabilimento Leone de Castris sito in Salice Salentino

L'origine della denominazione DOC del Salice Salentino è da attribuirsi al Senatore Arcangelo de Castris, e grazie alla sua azienda vitivinicola "Leone De Castris" è riuscito ad affermare la bontà di questo particolare vino in Italia e nel Mondo.

### Cantina "Leone De Castris"
La  Cantina, una fra le più antiche ancora in attività, è stata fondata nel 1665 dal duca Oronzo Arcangelo Maria Francesco De Castris, conte di Lemos.
Agli inizi dell'800 l'azienda vitivinicola inizia a esportare vino negli Stati Uniti, in Germania e in Francia. La cantina inizia l'imbottigliamento dei suoi prodotti con Piero e Lisetta Leone de Castris nel 1925. 
Nel 1943 nasce il Five Roses, il prodotto più conosciuto dell'azienda e il primo vino rosato a essere imbottigliato e commercializzato in Italia e da subito esportato negli Stati Uniti.

## Abbinamenti consigliati
Consigliato su arrosti, formaggi forti e cacciagione

## Produzione
Provincia, stagione, volume in ettolitri
Prodotto dallo stabilimento Vinicolo Leone De Castris e da altre importanti Cantine del territorio Salentino